# 安島丸
安島丸（やすしままる）は飯野汽船（後飯野海運）の貨物船。

## 概要
日之出汽船（現：NYKバルク・プロジェクト貨物輸送）では持ち船の中から浅野造船所内でD型船と呼ばれた1,200トン級貨物船の1隻である「勢洲丸」に改造を施してレール等の長尺物の運搬に適した貨物船の開発・研究を行っており、その設計を基に浅野造船所と共同で開発し、東海道本線丹那トンネル用の25m軌条運搬を目的として1934年（昭和9年）より浅野造船所が建造した長尺物運搬船・八幡丸級は好評を博した。川南豊作が率いる川南工業でも1937年（昭和12年）に八幡丸級と同型である第二靑山丸（靑木洋鐵商店、1,898トン）を香焼島造船所で建造し、その同型船も多数建造した。その他、同型船は大阪造船所、日本海船渠工業、栃木造船所でも建造されている。
船体は船尾機関型を採用しており、船首から前部船倉、船橋、中央船倉、船尾機関室という船型であった。長尺物の輸送に対応するため、船体中央部の船倉口は25mあった。
これら八幡丸級をはじめとする長尺物運搬船65隻は1D型戦時標準船の原型になったため、逓信省D型標準船と呼ばれることもあるが、非公式である。そのため、正確には逓信省標準船ではないが、ここでは便宜上逓信省D型標準船（船尾機関型）として扱う。また、戦後にも建造された船がある。
なお、武洲丸型（浅野造船所D型貨物船）、逓信省D型標準船（船尾機関型）、1D型戦時標準船の他、八幡丸級の設計を流用した1,200トン級の豊国丸級、2,800トン級の五十鈴丸級、その他数隻をまとめて日之出型貨物船と称した。

## 船歴
「安島丸」は中国からの石炭や塩、鉄鉱石輸送用として八幡丸級の「民島丸」とともに発注された船で、逓信省D型標準船（船尾機関型・第二靑山丸級貨物船）の1隻として川南工業香焼島造船所で建造された。1939年（昭和14年）1月25日に起工。同年6月17日に進水し、11月6日ないし7日に竣工した。
1941年（昭和16年）11月17日、日本陸軍が徴用し、陸軍輸送船となる。逓信省D型標準船（船尾機関型）は陸軍としても扱いやすい性能だったようで、ほぼ半数の34隻が陸軍輸送船となった。
1943年（昭和18年）3月、ハンサ輸送に参加。「桃山丸」（山下汽船、5,218トン）、「旺洋丸」（東洋汽船、5,458トン）、「阿蘇丸」（東亜海運、3,028トン）、「帝龍丸」（元ドイツ船アウクスブルク/帝国船舶、6,550トン）、「しどにい丸」（大阪商船、5,436トン）とともに第二十師団の歩兵3個大隊、夜戦道路隊3隊などを乗せ、駆逐艦「秋雲」、「風雲」、「夕雲」、「五月雨」、「皐月」の護衛で3月6日にパラオを出発し、12日にハンサ湾に到着して揚陸を行った。帰路の護衛は「秋雲」と「五月雨」で、途中爆撃を受けて「桃山丸」が沈んだが、他に被害はなく3月18日にパラオに着いた。
1944年（昭和19年）3月28日13時5分頃、シンガポールからメルギーへ向かう途中でイギリス潜水艦「トラキュレント」の雷撃を受け被雷沈没した。船員20名、便乗者18名戦死。沈没地点はベルナム川口南南東25km地点付近、北緯03度38分 東経100度50分 / 北緯3.633度 東経100.833度。